# 태강삼육초등학교
태강삼육초등학교(太康三育初等學校)는 대한민국 서울특별시 노원구에 있는 사립 초등학교이다.

## 학교 연혁
- 1949년 11월 19일 교명을 삼육 신학원 부속국민학교라 칭함
- 1996년 3월 1일 교명을 태강삼육초등학교로 개명

## 참고 자료
- 태강삼육초등학교 - 한국교육학술정보원 학교알리미